# 野手耐

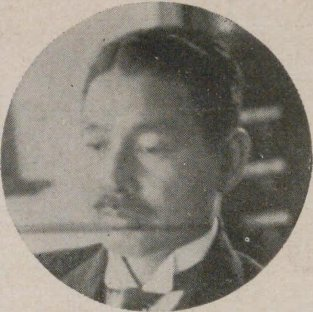
野手耐

野手 耐（ので たえる、1876年（明治9年）8月17日 - 1945年（昭和20年）8月6日）は、日本の朝鮮総督府・内務官僚、弁護士。官選県知事、同志社高等商業学校長。

## 経歴
茨城県豊田郡（現下妻市）出身。自由民権運動家・野手一郎の長男として生まれる。同志社普通学校、第二高等学校を経て、1904年、東京帝国大学法科大学を卒業。同年11月、文官高等試験行政科試験に合格。大蔵省に入省し主税局属となる。
その後、統監府に転じ、以後、朝鮮総督府鎮南浦税関長、同釜山税関長、同事務官、同逓信局海事課長、同海員審判所長、同営林廠長などを歴任し、1924年に退官。
1927年5月、埼玉県知事に就任。同年11月、和歌山県知事に転任。財政難のため産業振興など必要な経費の他は、相当の節減を実施した。1929年7月、知事を休職。同年8月8日、依願免本官となり退官した。その後、広島市で弁護士として活動。
1938年12月、同志社からの懇請で同志社高等商業学校長に就任したが、教員の経験がなく、また同志社本部への強い主張を行ったことなどで軋轢が生じた。そのため、同志社は定年制を適用したため、1941年8月に校長を退職した。その後、再び広島市で弁護士となるが、1945年8月の原爆投下により死去した。